# Edward Tegla Davies
Edward Tegla Davies, també conegut popularment com a Tegla (Llandegla-yn-Iâl, País de Gal·les, 31 de maig de 1880 - 9 d'octubre de 1967) va ser un eclesiàstic i escriptor gal·lès. Autor prolífic en llengua gal·lesa va ser un dels novel·listes i rondallistes més apreciats de la seva generació. Més endavant esdevingué pastor wesleyista.
De tota la seva producció, la novel·la Gŵr Pen y Bryn és la que més es destaca i probablement la més famosa. L'escriptora Esyllt T. Lawrence va traduir el llibre al català i fou publicat el 1985 amb el títol La masia del turó.

## Obres

### Contes
- Hunangofiant Tomi (1912)
- Tir y Dyneddon (1921)
- Nedw (1922)
- Rhys Llwyd y Lleuad (1925)
- Hen Ffrindiau (1927)
- Y Doctor Bach (1930)
- Y Llwybr Arian (1934)
- Stori Sam (1938)

### Novel·les
- Gŵr Pen y Bryn (1923) 
  - Edició en català: La masia del turó, traducció d'Esyllt T. Lawrence. Col·lecció A tot vent 239, Edicions Proa, Barcelona, 1985)
- Gyda'r Glannau (1941)

### Ensajos
- Rhyfedd o Fyd (1950)
- Y Foel Faen (1951)
- Gyda'r Blynyddoedd (1951)
- Ar Ddisberod (1954)
- Yr Hen Gwpan Cymun (1961)